# Савио, Марио
Марио Савио  (англ. Mario Savio; 8 декабря 1942 — 6 ноября 1996) — американский активист «новых левых» и один из ключевых участников Движения за свободу слова в Беркли. Наиболее известен своими яркими речами, особенно обращением «Лечь костьми на шестерёнки» (англ. Bodies Upon the Gears), произнесенным в Спрул-холле (англ. Sproul Hall) Калифорнийского университета в Беркли 2 декабря 1964 года.
Савио является важным историческим персонажем раннего этапа контркультурного движения 1960-х годов.

## Биография
Савио родился в Нью-Йорке в семье с итальянскими корнями — его отцом был итало-американец сицилийского происхождения, который занимался проектированием и производством ресторанного оборудования, а мать Савио, несмотря на то что родилась в США, также имела итальянские корни, и работала продавцом в розничной торговле. Оба его родителя были набожными католиками, и, будучи алтарником, Савио планировал стать священником.
В 1960 году он окончил среднюю школу Мартина Ван Бюрена (англ. Martin Van Buren High School) в Квинсе, став лучшим в своем классе. Он поступил в Манхэттенский колледж (англ. Manhattan College), а затем в Квинс-колледж (англ. Queens College, City University of New York). Когда он закончил его в 1963 году, он провел лето, работая с католической организацией помощи в Таско, Мексика, помогая решать санитарные проблемы в трущобах.
Его родители переехали в Лос-Анджелес, и в конце 1963 года он поступил в Калифорнийский университет в Беркли. В марте 1964 года он был арестован во время демонстрации против Ассоциации отелей Сан-Франциско за отказ чернокожим в найме на низкооплачиваемую работу. Ему было предъявлено обвинение в незаконном проникновении, наряду со 167 другими участниками демонстрации. В тюрьме его сокамерник спросил, не собирается ли он отправиться в Миссисипи, чтобы помочь Движению за гражданские права чернокожих.

## Активизм
В середине 1964 года он присоединился к проекту «Лето свободы» (англ. Freedom Summer) в Миссисипи и участвовал в помощи афроамериканцам в регистрации для голосования. Он также преподавал в школе свободы для черных детей в Мак-коме, штат Миссисипи. В июле Савио, еще один белый активист движения за гражданские права и знакомый чернокожий шли по дороге в Джексоне и подверглись нападению двух мужчин. Они подали заявление в полицию, где к делу подключилось Федеральное бюро расследований. Однако дело заглохло, пока президент Линдон Джонсон, недавно подписавший Закон о гражданских правах, не разрешил ФБР расследовать его как нарушение гражданских прав. В конце концов один из нападавших был найден, обвинен в мелком нападении и оштрафован на 50 долларов.
После того как Савио принял участие в акциях протеста, он вдохновился на дальнейшую борьбу против насилия, свидетелем которого он стал. Савио начал воспринимать насилие и расизм американского Юга как реальное подтверждение имевшихся социально-экономических проблем. Когда Савио вернулся в Беркли после пребывания в Миссисипи, он намеревался собрать деньги для Студенческого координационного комитета мира (англ. Student Nonviolent Coordinating Committee), но обнаружил, что университет запретил любую политическую деятельность и сбор средств. В 1964 году он поделился своими соображениями c Карлин Баркер (англ. Karlyn Barker) и заявил, что его деятельность — это вопрос гражданского выбора. «Выбрали ли мы правильную сторону или променяли наши стремления на комфорт и безопасность Беркли? Можем ли мы забыть издольщиков, с которыми работали всего несколько недель назад? Нет, мы не можем этого забыть».
Участие Савио в протестах в кампусе Беркли началось 1 октября 1964 года, когда познакомился с бывшим аспирантом Джеком Вайнбергом (англ. Jack Weinberg), который представлял Конгресс расового равенства (англ. Congress of Racial Equality) и был арестован, когда отказался предоставить удостоверение личности. Не успела полиция университета посадить социального активиста в полицейскую машину, как кто-то из толпы крикнул: «Будет лучше видно, если мы все сядем». Вскоре те, кто находился перед и позади полицейской машины, начали садиться, так как призыв «Садитесь!» эхом прокатился по толпе, зажав машину на площади. Савио, как и другие участники 32-часовой сидячей забастовки, снял обувь, забрался на машину и произнес речь, которая привела толпу в неистовство.
В последний раз он забрался на полицейскую машину, чтобы сообщить толпе о краткосрочном соглашении, достигнутом с президентом Калифорнийского университета Кларком Керром (англ. Clark Kerr). Савио сказал толпе: «Я прошу вас встать и с достоинством и разойтись по домам», и толпа именно так и поступила. После этого Савио стал видным лидером Движения за свободу слова. Переговоры не смогли изменить ситуацию, поэтому 2 декабря в Спрул-холла началась акция протеста. Там Савио произнес свою самую известную речь «Лечь костьми на шестерёнки». В тот день он и еще 800 человек были арестованы. В 1967 году он был приговорен к 120 дням в тюрьме Санта-Рита (англ. Santa Rita Jail). Он сказал журналистам, что «не задумываясь поступил так же».
В апреле 1965 года он вышел из Движения за свободу слова, потому что «был разочарован пропастью между руководством Движения… и студентами».

## Речь «Лечь костьми на шестерёнки»
Эта речь, также известная как «Операция Аппарат» (англ. Operation of the Machine), возможно, является самой известной речью Савио с которой он выступил на ступенях Спрул-холла 2 декабря 1964 года:

«Нам говорят: если президент Керр в своем телефонном разговоре действительно пытался добиться от попечителей каких-то послаблений, то почему он не сделал публичного заявления на этот счет? И что же мы получили в ответ на вполне резонный вопрос? Нам сообщили следующее: «Вы когда-нибудь могли бы представить, чтобы менеджер фирмы сделал публичное заявление, не согласованное с советом директоров?». Вот каков был ответ!
Что ж, я прошу вас подумать вот о чём: если Университет – это фирма, а попечители — это совет директоров, и если президент Керр на самом деле является менеджером, тогда я скажу вам вот что. Получается, что факультет — это кучка работников, а мы — сырье! Но мы — кучка сырья, которая не идет на поводу и не занимает соглашательскую позицию – мы не хотим, чтобы из нас делали какой-либо продукт. Не хотим... Мы не хотим, чтобы нас «покупали» какие-то клиенты университета, будь то правительство, промышленность или профсоюзы — да кто угодно! Мы, в первую очередь, люди!

Наступает момент, когда работа государственного механизма становится настолько отвратительной, что вам становится так плохо на душе, и вы не можете принимать в ней участие! В конце концов вы не можете идти против своей совести! И вы должны лечь костьми на все шестеренки, колеса, рычаги, чтобы весь механизм перестал работать! нужно дать понять тем людям, которые управляют и владеют этим механизмом, что без наличия свободных людей механизм не будет работать!»

## Слежка ФБР
В 1999 году СМИ узнали, что за Савио следило ФБР с того момента, как он забрался в полицейскую машину, в которой был задержан Джек Вайнберг. За ним следили более десяти лет, потому что он стал самым известным студенческим лидером в стране. Не было никаких доказательств того, что он представлял угрозу или был связан с Коммунистической партией США, но ФБР решило, что его следует держать под контролем, потому что, по мнению ФБР, он мог вдохновить студентов на восстание.
Даже после того, как Савио вышел из состава Движения за свободу слова, ФБР вызвало его в свой офис в Беркли. Они сказали Савио, что получили письма с угрозами в его адрес, но они не будут говорить в присутствии адвоката Савио. Однако Савио не согласился остаться с агентами наедине и вместо этого раскритиковал ФБР «за неспособность в принятии мер на Юге, где права человека нарушаются каждый день». На этом встреча закончилась.
Согласно внутренним документам ФБР осуществляла следующие незаконные действия в отношения Савио:
- Без разрешения суда собирало личную информацию о Савио в школах, телефонных компаниях, коммунальных компаниях и банках, а также собирало информацию о его браке и разводе.

- Следило за его повседневной деятельностью, используя информаторов, внедренных в политические группы, тайно связываясь с его соседями, арендодателями и работодателями, а также поручая агентам выдавать себя за профессоров, журналистов и активистов, чтобы взять интервью у него и его жены.

- Получили его налоговые декларации из Налоговой службы в нарушение федеральных правил, представили его как угрозу для президента и организовали расследование ЦРУ и иностранных спецслужб, когда он и его семья путешествовали по Европе.

- Его внесли в несанкционированный список людей, которые могут быть задержаны без судебного ордера в случае чрезвычайной ситуации, и определили его как «ключевого активиста», чья политическая деятельность должна быть «остановлена» и «нейтрализована» в рамках незаконной контрразведывательной программы ФБР, известной как COINTELPRO.[12]

Окончательно расследование завершилось в начале 1975 года, когда началось расследование злоупотребления властью со стороны ФБР. Бывшая жена Савио, Сюзанна Голдберг (англ. Suzanne Goldberg), заявила, что «расследование ФБР в отношении неё и Савио [было] пустой тратой денег и вторжением в частную жизнь».

## Научная и преподавательская карьера. Смерть
С 1965 года до своей смерти Савио работал на разных работах, в том числе продавцом в Беркли и преподавателем в Университете Сономы (англ. Sonoma State University). В 1965 году он женился на Сюзанне Голдберг, с которой познакомился во время участия Движения за свободу слова. Через два месяца после свадьбы они переехали в Англию, так как Савио получил стипендию в Оксфордском университете. Там у них родился первый ребенок — Стефан. Савио не закончил обучение в Оксфорде, и в феврале 1966 года он вместе с семьей уехал в Калифорнию. В 1968 году Савио баллотировался в сенаторы штата от округа Аламеда от Партии мира и свободы (англ. Peace and Freedom Party), но проиграл Николасу К. Петрису, либеральному демократу. Савио и Голдберг развелись в 1972 году.
В 1980 году он женился во второй раз, на Линн Холландер (англ. Lynne Hollander) — своей старой знакомой по Движению за свободу слова. Вскоре после этого он вернулся учиться в Университет Сан-Франциско. В 1984 году он с отличием получил степень бакалавра по физике, а в 1989 году — степень магистра. Он был блестящим студентом, и его научный руководитель — Оливер Джонс (англ. Oliver Johns), назвал в его честь теорему. В 1990 году Савио и Холландер вместе со своим десятилетним сыном переехали в округ Сонома, штат Калифорния, где Савио преподавал математику, философию и логику в Университете Сономы. Савио вёл довольно тихую жизнь, пока студенты не привлекли его на свою сторону в знак протеста против повышения платы за обучение — это была последняя акция социального активизма Савио в стенах учебного заведения.
У Савио были проблемы с сердцем, и на следующий день после ожесточенных и продолжительных публичных дебатов с тогдашним президентом Университета Сономы Рубеном Арминьяной (англ. Ruben Armiñana) у Савио случился сердечный приступ. 2 ноября 1996 года он был госпитализирован в больницу Columbia-Palm Drive Hospital в Себастополе. Он впал в кому 5 ноября и умер на следующий день, вскоре после того, как его отключили от аппарата жизнеобеспечения.

## Наследие
В честь Марио Савио после его смерти был создан Мемориальный лекционный фонд (англ. Memorial Lecture Fund), который проводит ежегодное мероприятие на кампусе Калифорнийского университета в Беркли. Среди лекторов Говард Зинн, Вайнона ЛаДюк (Winona LaDuke), Лани Гинье (англ. Lani Guinier), Барбара Эренрейх, Арли Рассел Хохшильд (англ. Arlie Russell Hochschild), Корнел Уэст, Кристофер Хитченс, Адам Хохшильд (англ. Adam Hochschild), Эми Гудман, Молли Айвинс (англ. Molly Ivins), Джефф Чанг (англ. Jeff Chang), Том Хайден, Анджела Дэвис, Сеймур Херш, Роберт Ф. Кеннеди-младший, Наоми Кляйн, Элизабет Уоррен, Роберт Райх и Ван Джонс (англ. Van Jones).
Мемориальный фонд также учредил премию имени Марио Савио для молодых активистов (англ. Mario Savio Young Activist Award), в качестве знака отличия выдающегося молодого активиста, глубоко преданного делу защиты прав человека и социальной справедливости и обладающего такими качествами, как лидерские способности, креативность и честность.
В 1997 году ступени Спрул-холла, с которых он произнес свою самую знаменитую речь, были официально переименованы в «Ступени Марио Савио» (англ. Mario Savio Steps).
Знаменитая речь Савио использовалась в бесчисленных песнях, телевизионных шоу и фильмах.
12 марта 2011 года в конце объявления хактивистской группы Anonymous об атаке, названной «Восстание Эмпайр-стейт» (англ. Empire State Rebellion), на Федеральную резервную систему, Международный валютный фонд, Банк международных расчетов и Всемирный банк, был включен отрывок из речи Савио. Представители движения «Оккупай» (англ. Occupy movement) неоднократно цитировали высказывания Савио в своих выступлениях.
16 октября 2012 года городской совет Себастополя переименовал площадь в центре города в «Площадь свободного слова Марио Савио» (англ. Mario Savio Free Speech Plaza). 15 ноября 2012 года в кампусе Университета Сономы был открыт «Уголок ораторов Марио Савио» (англ. Mario Savio Speakers' Corner). На церемонии Линн Холландер Савио сказала аудитории: «Я надеюсь, что вы будете часто пользоваться этим уголком свободы слова, чтобы с достоинством и ответственностью отстаивать и организовывать дела, в которые вы верите».
Кадры с его участием были показаны в документальном фильме 1990 года «Беркли в шестидесятые» (англ. Berkeley in the Sixties).

## Дополнительные материалы
- Robert Cohen, Freedom’s Orator: Mario Savio and the Radical Legacy of the 1960s (Oxford University Press, 2009). ISBN 978-0-19-518293-4
- Robert Cohen, ed., The Essential Mario Savio: Speeches and Writings that Changed America (University of California Press, 2014) ISBN 978-0-520-28337-4
- Robert Cohen and Reginald E. Zelnik, eds., The Free Speech Movement: Reflections on Berkeley in the 1960s (University of California Press, 2002). ISBN 0-520-23354-9
- Hal Draper, Berkeley: The New Student Revolt, with an introduction by Mario Savio. Grove Press, 1965. Republished in 2005 by the Center for Socialist History.
- Mario Savio, Eugene Walker, and Raya Dunayevskaya, The Free Speech Movement and the Negro Revolution, pamphlet (1965) with contributions by Bob Moses and Joel L. Pimsleur.
- Raskin, Jonah. The Passion of Mario Savio. Dissent (1 декабря 2014). Дата обращения: 18 сентября 2017.